# Idrografia di Como
L'Idrografia di Como è l'insieme dei corpi d'acqua dolce presenti sul territorio cittadino. Essa risulta particolarmente frammentata da numerose rogge, valletti e ruscelli (alcuni senza un nome ufficiale) che, principalmente, convergono verso il Lago di Como, punto di deflusso naturale della valle in cui sorge il Capoluogo. Molti di questi ruscelli sono stati deviati già a partire dall'epoca tardo-Romana e, successivamente, coperti dalle sedi stradali, pertanto non risultano visibili nell'area urbana.

## Lago di Como

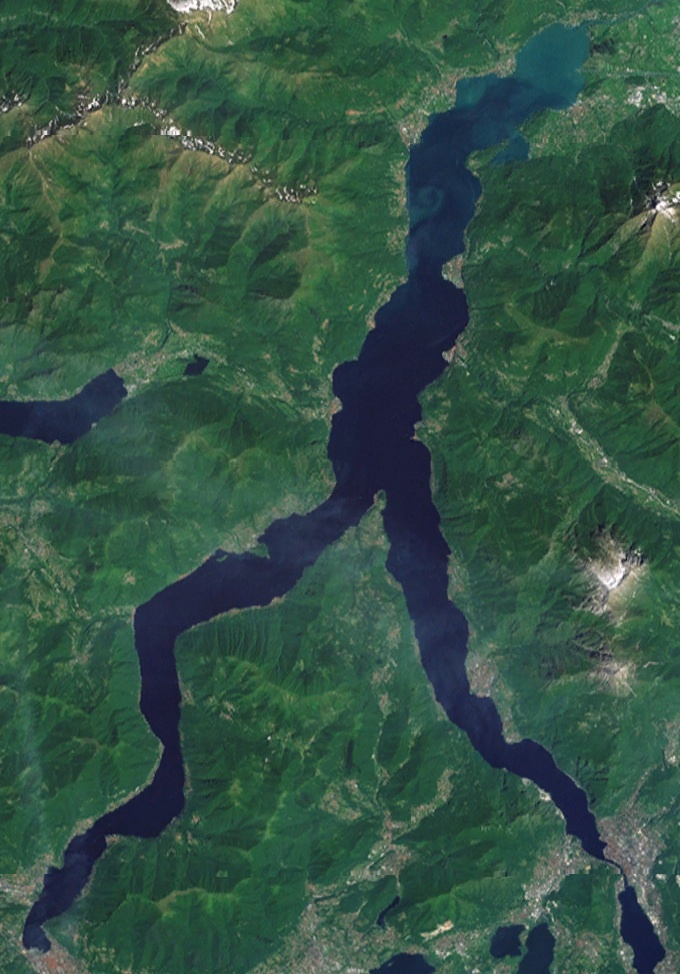
Il Lago di Como visto dal satellite

Il Lago di Como è il principale corpo d'acqua della città (dalla quale prende anche il nome) e bagna il territorio cittadino nella parte settentrionale, fino al confine coi comuni di Cernobbio (sulla riva sinistra, guardando vs. nord) e Blevio (sulla riva destra). Essendo il punto meno elevato del territorio, sono ricorrenti i fenomeni di esondazione cittadina nei periodi di elevata affluenza idrica e/o precipitazioni. 
Relativamente al territorio comunale, procedendo in senso orario da nord-est, il Lario riceve i seguenti affluenti:
| Affluente            | Sorgente                  | Coordinate sorg.      | Lunghezza | Foce                                | Coordinate foce       | Note                                |
| -------------------- | ------------------------- | --------------------- | --------- | ----------------------------------- | --------------------- | ----------------------------------- |
| Valletto di Confine  | Brunate                   | 45.828085, 9.092896   | 0,06 km   |                                     | 45.829131, 9.090105   | Segna il confine comunale           |
| Pissarottino         | Brunate                   | 45.825968, 9.096469   |           |                                     | 45.828594, 9.089059   |                                     |
| Nidrino              | Brunate                   | 45.824640, 9.093115   |           |                                     | 45.827414, 9.087011   |                                     |
| Valletto Valle Scura | Brunate                   | 45.823722, 9.090433   | 0,54 km   |                                     | 45.826810, 9.084147   |                                     |
| Valletto Sassel      |                           | 45.822229, 9.081668   | 0,35 km   |                                     | 45.820945, 9.079640   | Visibile da Viale Geno 10B /11      |
| Valletto Nosetta     |                           | 45.820930, 9.085311   | 0,50 km   |                                     | 45.818738, 9.080799   | Visibile da Via Torno 36            |
| Valletto S. Agostino |                           | 45.817424, 9.087772   | 0,30 km   | Controdiga foranea                  | 45.816261, 9.082739   |                                     |
| Valduce              | Brunate                   | 45.49121, 9.05541     | 3,19 km   | P.le Matteotti - Stazione Como Lago | 45.815085, 9.04584    |                                     |
| Roggia S. Vitale     | Derivazione del Cosia     | n.a.                  |           | Varie su via Lungo Lario Trento     | v.v.                  |                                     |
| Cosia                | Monte Bollettone          | 45.8356445, 9.1725134 | 16 km     | Monumento ai caduti                 | 45.8152549, 9.074357  |                                     |
| Roggia Molinello     | Valfresca                 | 45.811387, 9.052441   |           | Idroscalo di Como                   | 45.814396, 9.069784   | Visibile da Via Borgovico 135       |
| Roggia Torchio       |                           | 45.817755, 9.051377   | 2,58 km   | Villa Parravicini Revel             | 45.816846, 9.067309   | Visibile da Via Borgovico 233       |
| Roggia Cardano       |                           | 45.819725, 9.044180   | 3,34 km   | Darsena di Villa Olmo               | 45.819207, 9.066821   |                                     |
| Roggia Vignascia     | Derivazione del Breggia   | n.a.                  | 1,18 km   | Varie su Via Cernobbio              | v.v.                  | Visibile dalla darsena di Tavernola |
| Breggia              | Monte d'Orimento, Erbonne | 45.9490834, 9.0295696 | 12 km     | Parco di Villa Erba                 | 45.8340729, 9.0757197 | Segna il confine comunale           |

Soltanto i corsi d'acqua maggiori hanno una portata continua anche nei periodi di scarse precipitazioni, mentre le varie rogge (rappresentando il "troppo-pieno" di sistemi carsici) possono ricorrentemente essere in secca. I vari lavori di deviazione e interramento dei corsi d'acqua, nonché l'approvvigionamento idrico, hanno radicalmente modificato i letti delle rogge e portato alla fusione di alcune di esse (in epoca storica, indipendenti) ed alla necessità di derivare alcuni corsi maggiori.

### Cosia

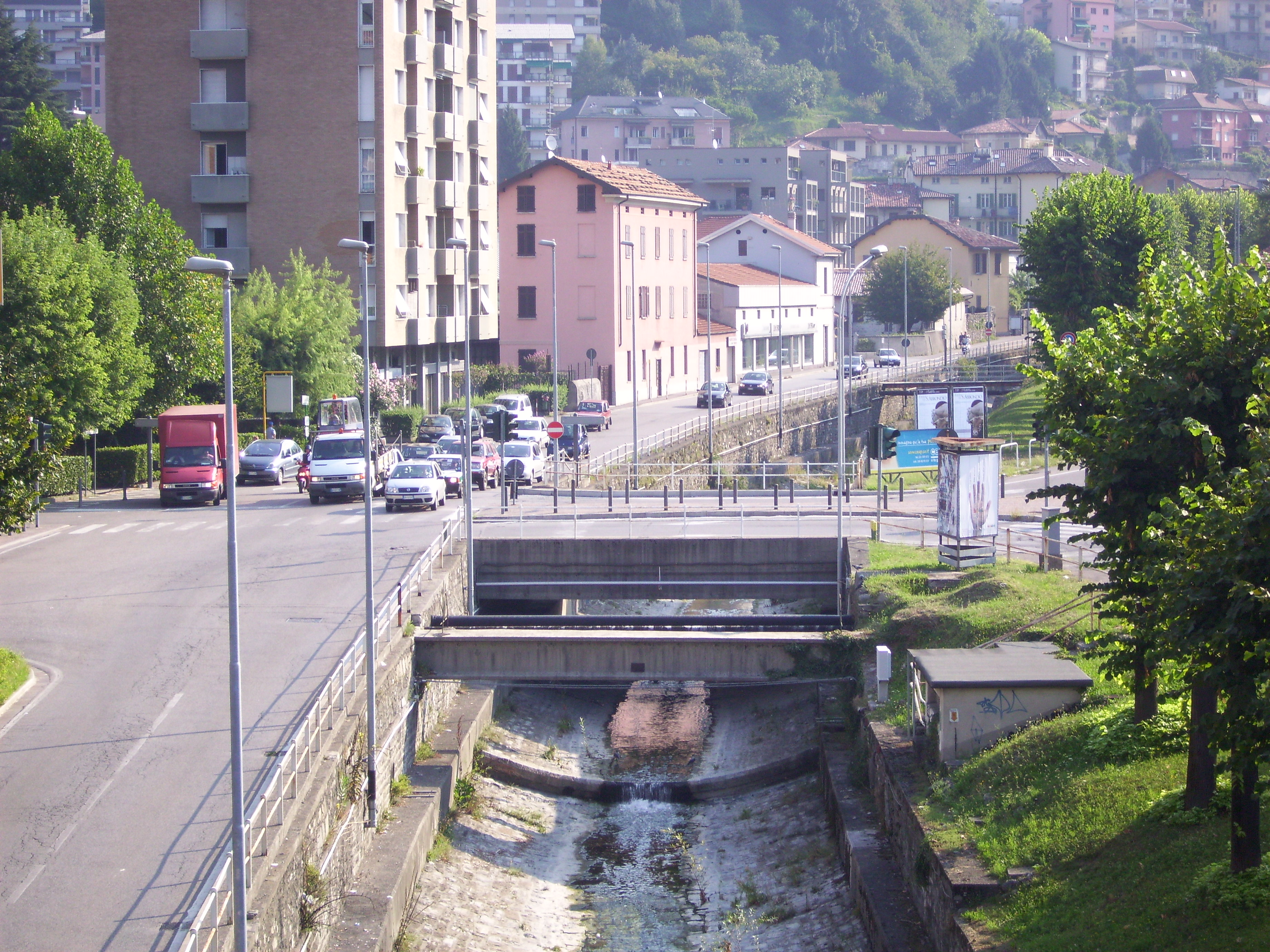
Il torrente Cosia nel suo tratto scoperto

Il Cosia è il maggior corso d'acqua cittadino sia per portata che per lunghezza. Il fiume rimane visibile dal suo ingresso nel territorio comunale, fino al ponte della stazione di Como Borghi. Oltre, il suo corso risulta coperto dalla sede stradale, ritornando "in vista" nei pressi dello Stadio Giuseppe Sinigaglia, poco prima di sfociare nel Lario.
Limitatamente al territorio cittadino, il "Cosia" riceve i seguenti immissari (a partire dal punto di ingresso nel territorio comunale):
| Affluente               | Sorgente                        | Coordinate sorg.    | Lunghezza | Foce                | Coordinate foce     | Note                                           |
| ----------------------- | ------------------------------- | ------------------- | --------- | ------------------- | ------------------- | ---------------------------------------------- |
| Valletto Navedano       |                                 | 45.799272, 9.116948 | 0,76 km   |                     | 45.801217, 9.115038 | Omonima frazione                               |
| Valletto di Lora        |                                 | 45.799863, 9.106670 | 0,44 km   |                     | 45.802365, 9.107147 | Visibile da Via Pannilani 37/D                 |
| Valletto Pannilani      |                                 | 45.800686, 9.106584 | 0,12 km   |                     | 45.802282, 9.107550 |                                                |
| Torrente Valle Pianazza | Civiglio                        | 45.808731, 9.105071 | 1,37 km   |                     | 45.805428, 9.103080 | Visibile da Via Carlo Brenna                   |
| Roggia San Giuseppe     |                                 | 45.797135, 9.103140 | 1,8 km    | Via Valleggio       | 45.802806, 9.093517 | Visibile dal sentiero che parte da Via Coretta |
| Valletto Fornace        |                                 | 45.798011, 9.103519 | 0,66 km   | Via Fornace         | 45.798515, 9.100061 | Confluisce nella Roggia S. Giuseppe            |
| Fiume Aperto            | Monte Caprino                   | 45.800288, 9.075284 | 3,18 km   | Viale Giulio Cesare | 45.801264, 9.089235 | Affluenza sotto la superficie urbana           |
| Torrente Respaù         | Cascina Respaù, Monte Baradello | 45.794540, 9.080232 | 3,81 km   |                     | 45.803612, 9.082124 | Affluenza sotto la superficie urbana           |
| Roggia Viale Varese     |                                 | 45.801680, 9.071338 | 0,86 km   |                     | 45.802657, 9.083674 | Affluenza sotto la superficie urbana           |
| Roggia Sant'Euticchio   |                                 | 45.804011, 9.068917 | 1,21 km   |                     | 45.807124, 9.076760 | Affluenza sotto la superficie urbana           |
| Roggia Santa Marta      |                                 | 45.808118, 9.059822 | 1,95 km   |                     | 45.809534, 9.074825 | Affluenza sotto la superficie urbana           |

### Breggia
Il Breggia è il secondo corso d'acqua cittadino per portata e importanza. Per tutto il suo tratto nel territorio comunale, marca il confine fra la città di Como (quartieri Sagnino e Tavernola) ed i comuni di Maslianico e Cernobbio.
Limitatamente al territorio cittadino, il "Breggia" riceve i seguenti immissari:
| Affluente                        | Sorgente      | Coordinate sorg.    | Lunghezza | Foce | Coordinate foce     | Note                                 |
| -------------------------------- | ------------- | ------------------- | --------- | ---- | ------------------- | ------------------------------------ |
| Roggia Molinara di Ponte Chiasso | Monteolimpino | 45.822503, 9.044414 | 3,15 km   |      | 45.839503, 9.035457 | Ultimo tratto in comune col Faloppia |
| Roggia Folcino                   | Sagnino       | 45.835451, 9.051924 | 1,26 km   |      | 45.838421, 9.055561 |                                      |

### Fiume Aperto
Il Fiume Aperto è il terzo corso d'acqua cittadino per lunghezza e importanza. 
Limitatamente al territorio cittadino, il "Fiume Aperto" riceve i seguenti immissari (dalla sorgente, alla foce):
| Affluente                                           | Sorgente       | Coordinate sorg.    | Lunghezza | Foce | Coordinate foce     | Note                                 |
| --------------------------------------------------- | -------------- | ------------------- | --------- | ---- | ------------------- | ------------------------------------ |
| Torrente Seliga                                     | Loc. Pianvalle | 45.799775, 9.070162 | 3,44 km   |      | 45.788388, 9.085320 | Affluenza sotto la superficie urbana |
| Roggia Vaj                                          |                | 45.782502, 9.073647 | 2,84 km   |      | 45.787266, 9.085040 | Affluenza sotto la superficie urbana |
| Roggia Canturina                                    |                | 45.778376, 9.089617 | 1,21 km   |      | 45.787049, 9.085546 | Affluenza sotto la superficie urbana |
| Roggia senza nome talvolta indicata come Roggia Goj |                | 45.785185, 9.100691 |           |      | 45.788932, 9.090980 | Affluenza sotto la superficie urbana |

## Seveso
Il Seveso non passa nel territorio cittadino di Como, limitandosi a lambirlo. Nonostante ciò, alcuni suoi rami torrentizi e tributari minori nascono e fluiscono nel territorio del comune. In ordine da Nord a Sud questi sono:
| Affluente         | Sorgente                    | Coordinate sorg.    | Lunghezza | Foce             | Coordinate foce     | Note                                                              |
| ----------------- | --------------------------- | ------------------- | --------- | ---------------- | ------------------- | ----------------------------------------------------------------- |
| Roggia senza nome |                             | 45.803556, 9.055138 |           |                  | 45.796559, 9.048532 | Visibile da Via Rigamonti                                         |
| Roggia Valmora    |                             | 45.803979, 9.064889 | 4,53 km   |                  | 45.799108, 9.049534 | Visibile da Via Isonzo 78 c.a, confluisce nella roggia precedente |
| Roggia Mojenca    | Fonte Mojenca               | 45.802269, 9.064965 |           |                  | 45.799265, 9.051577 | Confluisce nella Roggia Valmora                                   |
| Roggia Desio      | Piana spartiacque di Albate | 45.770825, 9.073757 |           | Oasi del Bassone | 45.768567, 9.079354 | Le acque in uscita confluiscono poi nel Seveso indirettamente.    |